# كأس إيطاليا 1982–83
كأس إيطاليا 1982–83 (بالإيطالية: Coppa Italia 1982-1983)‏ هو الموسم 36 من كأس إيطاليا. أشرف على تنظيمه Lega Nazionale Professionisti ‏، وكان عدد الأندية المشاركة فيه 48، وفاز فيه يوفنتوس.